# The Zombies
The Zombies — британський рок-гурт, заснований в 1961 році в місті Сент-Олбанс. Очолив гурт клавішник/вокаліст Родо Аргент і вокаліст Колін Бланстоун. Свій перший хіт «She's Not There», що охопив Британську та Американську музикальну спільноту, гурт записав у 1964 році. Наступні два хіти — «Tell Her No» 1965-го року і «Time of the Season» 1968-го року — також мали суспільний попит. Їхній альбом «Odessey and Oracle» посів 100-е місце у номінації «500 Найкращих Албомів Усіх Часів» за версією щомісячного американського журналу Rolling Stone 2021-го року випуску та 243-є місце у номінації 2020-го. У 2019 році група була включена до Зали Слави Рок-Н-Ролу.

## Історія гурту
До першого складу гурту входили: Колін Бланстон (Colin Blunston), 24.06.1945, Хетфілд, Велика Британія — вокал; Род Орджент (Rod Argent), 14.06,1945, Сент-Албанс, Велика Британія — клавішні, вокал; Пол Аткінсон (Paul Atkinson), 19.03.1946, Каффлі, Велика Британія — гітара; Пол Арнолд (Paul Arnold) — бас-гітара, та Х'ю Гранді (Hugh Grandy), 6.03.1945, Вінчестер, Велика Британія — ударні. Через деякий час після початку діяльності Арнолда замінив Кріс Вайт (Chris White), 7.03.1943, Барнет, Велика Британія.
У січні 1964 року квінтет переміг у локальному конкурсі «Herts Beat», нагородою у якому був контракт з фірмою «Decca Records». Дебютний сингл The Zombies під назвою «She's Not There» піднявся до дванадцятого місця британського чарту, однак більшу популярність здобув у США, де зайняв друге місце. Дещо засапаний вокал Бланстона та повна розмаху гра на клавішних Орджента створили незвиклу, захоплюючу пісенну структуру, а відпрацьований на такій основі стиль гурту знайшов своє відображення на кількох наступних досконалих синглах. На жаль, надалі старанність та сумлінність учасників гурту не стали джерелом великого успіху. Щоправда, сингл «Tell Her No» ще потрапив до американського Тор 10, але у рідній країні музиканти почували себе все гірше й гірше, а наступні сингли, наприклад, «Whenever You're Ready» та «Is This The Dream», виявились великою поразкою.
Не дивно, що у гурт був розчарований своєю діяльністю і 1967-го після закінчення роботи над альбомом «Odyssey & Oracle» шляхи музикантів розійшлись. Однак всі їх попередні композиції реалізувались саме на цій сенсаційній платівці, у якій незвиклим способом вони поєднали новаторство, мелодію та гармонію. Останній твір з цього лонгплея — «Time Ot The Season» — стала великим хітом у США. Проте попри успіх цієї платівки кілька учасників групи вирішили не поновлювати співпрацю. Тоді до Орджента та Гранді приєднались Джим Родфорд (Jim Rodford) — бас та Рік Беркетт (Rick Birkett) — гітара. Цей реформований склад записав останній сингл гурту — «Imagine The Swan», і попри те, що на обкладинці платівки було написано Zombies, це можна вважати першим записом нової формації Рода Орджента — Argent. Колін Бланстон тим часом розпочав вдалу сольну кар'єру.
1991 року Бланстон, Вайт, Гранді та Себастіен Сенмта Марія (Sebastian Sanmta Maria) реанімували The Zombies та записали альбом New World.

## Дискографія
- 1965 — Begin Here
- 1968 — Odyssey & Oracle
- 1970 — The World Of The Zombies
- 1973 — Time Of The Zombies
- 1976 — Rock Roots: The Zombies
- 1984 — The Zombies
- 1985 — The Zombies Live On The BBC 1965—1967
- 1988 — Meet The Zombies
- 1990 — Night Riding
- 1991 — New World

### Colin Blunstone
- 1971 — One Yer
- 1972 — Ennismore
- 1974 — Journey
- 1977 — Planes
- 1978 — Never Even Thought

### Rod Argent
- 1978 — Moving Home
- 1979 — Red House[3].